# Ctenotus severus
Espèce
Ctenotus severus est une espèce de sauriens de la famille des Scincidae.

## Répartition
Cette espèce est endémique d'Australie-Occidentale en Australie.

## Publication originale
- Storr, 1969 : The genus Ctenotus (Lacertilia: Scincidae) in the Eastern Division of Western Australia. Journal of the Royal Society of Western Australia, vol. 51, no 4, p. 97-109 (texte intégral).